# Landgericht Neu-Ulm
Das  Landgericht Neu-Ulm war ein von 1842 bis 1879 bestehendes bayerisches Landgericht älterer Ordnung mit Sitz in Neu-Ulm im heutigen Landkreis Neu-Ulm. Die Landgerichte waren im Königreich Bayern Gerichts- und Verwaltungsbehörden, die 1862 in administrativer Hinsicht von den Bezirksämtern und 1879 in juristischer Hinsicht von den Amtsgerichten abgelöst wurden.

## Geschichte
1841 beschloss die Frankfurter Bundesversammlung den Bau der Bundesfestung Ulm mit einem Brückenkopf auf bayerischer Seite. Auf Betreiben des bayerischen Königs Ludwig I. wurde die Ortschaft Neu-Ulm in die Festung einbezogen. 
1842 wurde das Landgericht zweiter Classe Neu-Ulm aus Teilen des Landgerichts Günzburg und einer Gemeinde des Landgerichts Illertissen gebildet. Anlässlich der am 1. Juli 1862 in Kraft getretenen vollständigen Trennung von Rechtsprechung und Verwaltung in den rechtsrheinischen Landesteilen des Königreichs Bayern wurde das Bezirksamt Neu-Ulm errichtet, das Landgericht blieb als Gerichtsbehörde bestehen.
Mit der Einführung des Gerichtsverfassungsgesetzes am 1. Oktober 1879 wurden die bisherigen bayerischen Landgerichte zu Amtsgerichten. So bildete man aus dem bisherigen Landgericht Neu-Ulm das jetzige Amtsgericht Neu-Ulm.